# Rolweg

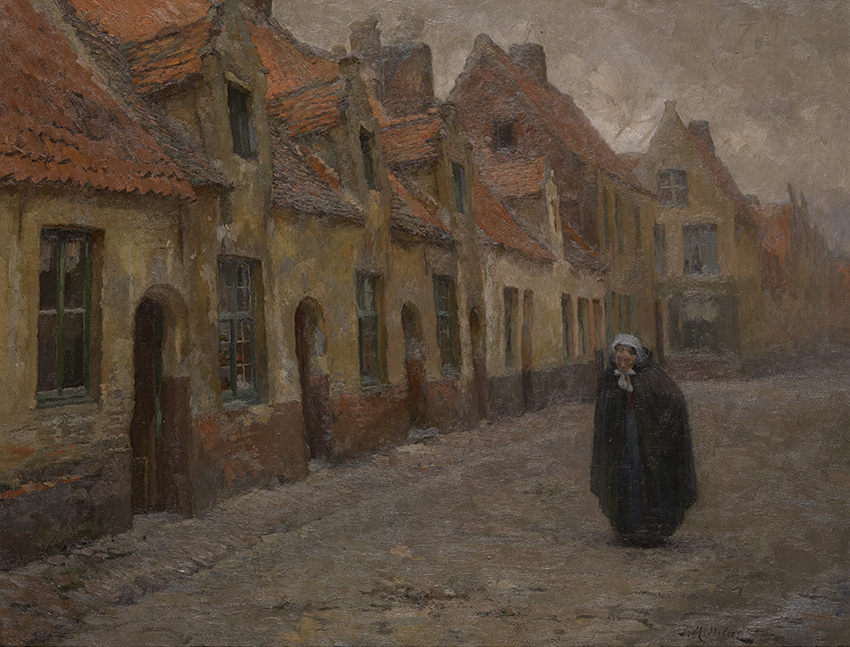
De Rolweg geschilderd door Joseph Middeleer (1865-1934) (Groeningemuseum).

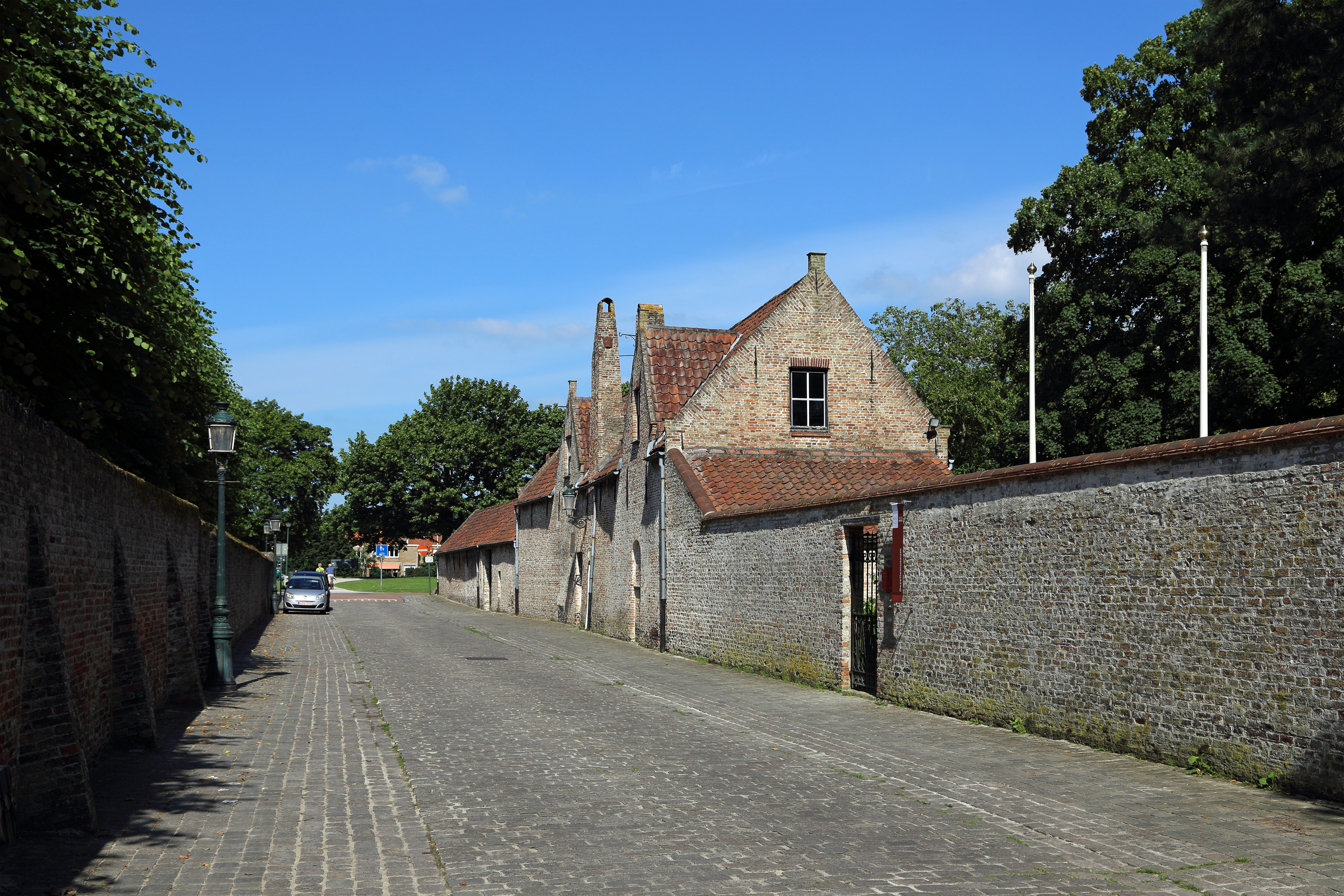
De Rolweg, met het geboortehuis van Guido Gezelle

De Rolweg is een straat in Brugge. De straat loopt van de Kruisvest naar de Jeruzalemstraat.
De straat is vooral bekend omdat hier het geboortehuis staat van Guido Gezelle. Vanaf 1926 werd hier het Gezellemuseum in gevestigd, dat in 2020 werd opgevolgd door het Gezellehuis.

## Naam
De straatnaam is bekend sinds 1293 als 'Rolweg' of meestal 'Rolleweg'.
Karel Verschelde wees erop dat alle straten die op 'weg' eindigden een bepaalde richting aanwezen: Gentweg, Kortrijkweg enz. Rolleweg was misschien de weg waar wagenmakers hun rollend materieel plaatsten en eventueel een atelier hadden. Adolf Duclos vond dat de naam in verband was te brengen met een bolletraag of bolbaan. In deze zandweg werd gebold, misschien ook met de bal gespeeld of gekaatst. Beide uitleggen overtuigde Albert Schouteet niet, maar hij vond er niets beters op.